# Viva il cinema!
Pour plus de détails, voir Fiche technique et Distribution.
Viva il cinema! est un film italien de Giorgio Baldaccini et Enzo Trapani, sorti en 1952.

## Fiche technique
- Titre : Viva il cinema!
- Réalisation : Giorgio Baldaccini et Enzo Trapani
- Scénario : Giorgio Baldaccini, Enzo Trapani, Fiorenzo Fiorentini, Giovanni Gigliozzi (it), Sergio Tesei, Vittorio Veltroni (it) et Piero Vivarelli
- Direction artistique : Franco Fontana
- Photographie : Carlo Carlini
- Montage : Renato Cinquini (it)
- Musique : Vincenzo Falcomata
- Pays d'origine : Italie
- Format : Noir et blanc - 1,37:1 - Mono
- Genre : comédie
- Durée : 90 minutes
- Date de sortie : 1952

## Distribution[1]
- Delia Scala : Palmina
- Fiorenzo Fiorentini : Tonino
- Virgilio Riento : Gambalesta
- Marilyn Buferd : Tina
- Carlo Campanini : lui-même
- Walter Chiari : lui-même
- Bruno Corelli : Mario
- Lianella Carell : Gertrude Edelweiss
- Guido Celano
- Carlo Dapporto : Ferdinando D'Alba
- Nyta Dover : Franca
- Anita Durante
- Jole Fierro : Paola
- Arnoldo Foà : Producteur
- Irene Genna
- Enrico Glori
- Laura Gore
- Dante Maggio : Ciccillo
- Nino Manfredi : l'ami de Tonino
- Lois Maxwell
- Marisa Merlini : Jacqueline
- Paul Müller : Hans
- Luigi Pavese
- Luisa Rivelli : Maria Pia
- Giacomo Rondinella : Chanteur
- Alberto Sorrentino : Giovanni
- Silvana Pampanini : elle-même
- Rossana Podestà : Marisa
- Gisella Sofio
- Giusi Raspani Dandolo
- Guglielmo Inglese
- Emma Baron
- Checco Durante
- Michele Riccardini
- Alberto Sordi : Narrateur (voix)